# Dvorac Bobolice
Dvorac Bobolice (polj.: Zamek Bobolice) je dvorac u poljskom selu Bobolicama. Dvorac je izgrađen u 14. stoljeću za vladara Kazimira III. Dvorac je smješten na strmom stjenovitom brijegu, a posljednji put je obnovljen 1999. godine.

## Vanjske poveznice
- Službene stranice dvorca Bobolice